# Thorey-Lyautey
Thorey-Lyautey település Franciaországban, Meurthe-et-Moselle megyében. Lakosainak száma 122 fő (2022. január 1.). Thorey-Lyautey Battigny, Chaouilley, Dommarie-Eulmont, Étreval, Lalœuf, Ognéville, Vandeléville és Vaudémont községekkel határos.

## Népesség
A település népessége az elmúlt években az alábbi módon változott:
| Lakosok száma | 115  | 81   | 111  | 129  | 139  | 140  | 143  | 142  | 135  | 122  |
|               | 1968 | 1982 | 1990 | 2006 | 2013 | 2015 | 2017 | 2019 | 2020 | 2022 |